# Helene Bergsholm
Helene Bergsholm   (Førde, 20 de juliol de 1992) és una actriu noruega.

## Trajectòria
Bergsholm va estudiar a l'escola secundària Hafstad de Førde del 2008 al 2011, i el 2011 es va matricular al departament de fotografia de la universitat popular de Jæren. Més endavant es va llicenciar en direcció artística al Westerdals institutt film og medier d'Oslo. Durant la seva llicenciatura va assistir un semestre a l'Escola d'Arts Visuals de Nova York. El juny de 2016 es va matricular a la Kunsthøgskolen i Oslo.
Bergsholm va interpretar el paper protagonista a la pel·lícula Få meg på, for faen!, basada en la novel·la homònima d'Olaug Nilssen. Pel seu paper d'Alma, el 2012 va ser nominada al premi Amanda a la millor actriu femenina, competint contra Noomi Rapace. El 2013, durant el William and Mary Global Film Festival de Virgínia, Bergsholm va guanyar el premi Rising Young Talent. El 2015, va tenir un paper a la pel·lícula Hevn, dirigida per Kjersti B. Steinsbø i basada en la novel·la d'Ingvar Ambjørnsen Dukken i taket del 2001. Poc després, també va protagonitzar el curtmetratge Vi kan ikke hjelpe alle, dirigit per Nina Knag i basat en el conte homònim d'Ingvild H. Rishøi.